# Crudia teysmannii
Crudia teysmannii är en ärtväxtart som beskrevs av De Wit. Crudia teysmannii ingår i släktet Crudia, och familjen ärtväxter. Inga underarter finns listade i Catalogue of Life.